# Limenitis imitata
Limenitis imitata är en fjärilsart som beskrevs av Butler 1883. Limenitis imitata ingår i släktet Limenitis och familjen praktfjärilar. Inga underarter finns listade i Catalogue of Life.